# Municipio de Tilden (Kansas)
El municipio de Tilden (en inglés, Tilden Township) es un municipio del condado de Osborne, Kansas, Estados Unidos. Tiene una población estimada, a mediados de 2022, de 72 habitantes.
Abarca una zona exclusivamente rural.

## Geografía
Está ubicado en las coordenadas 39°26′25″N 98°49′2″O / 39.44028, -98.81722. Según la Oficina del Censo de los Estados Unidos, tiene una superficie total de 106.68 km², de la cual 106.46 km² corresponden a tierra firme y 0.22 km² están cubiertos de agua.

## Demografía
Según el censo de 2020, en ese momento había 72 personas residiendo en la zona. La densidad de población era de 0.68 hab./km². El 98.61 % de los habitantes eran blancos y el 1.39% era de una mezcla de razas. Del total de la población, el 1.39 % era hispano o latino.